# Copenhagen Stock Exchange
The Copenhagen Stock Exchange, eller CSE (danska: Københavns Fondsbørs) är den största börsen i Danmark. Börsen, som har gamla anor, blev aktiebolag 1996 och har sin verksamhet förlagd till Danmarks huvudstad Köpenhamn. CSE ingår sedan januari 2005 i OMX, då de köpte upp den för 164 miljoner euro.